# Église Saint-Honorat de Chilhac
L'église Saint-Honorat de Chilhac est un édifice situé dans la commune de Chilhac, dans le département français de la Haute-Loire en région Auvergne-Rhône-Alpes.

## Localisation
L'église est située à l'ouest du département français de la Haute-Loire, au cœur d'un ancien bourg médiéval serré entre des remparts médiévaux dont il ne subsiste que tours, courtines et portes fortifiées.

## Histoire
L'édifice date de la fin du XIVe siècle.
L'église est inscrite au titre des monuments historiques par arrêté du 6 mars 1925.

## Description
L'église est composée d'une nef de quatre travées, elle est terminée par un chevet rectangulaire percé d'une baie. Les chapelles et le clocher complètent le plan, l'une des chapelles nord a deux colonnes romanes engagées, dernier vestige de la construction romane.  
Au midi repose une chapelle pentagonale avec cinq arcs d'ogive et clef pendante, l'un des pans coupés de cette chapelle présentant un enfoncement mouluré, a servi d'enfeu ou d'autel.  
Selon les traces restantes d'amorces des arêtes, le clocher carré devait se terminer par une flèche octogonale. Toutes les clefs de voûte sont armoriées.